# قهرمانان کارتونی
 قهرمانان کارتونی (به انگلیسی: Cartoon Heroes) نام ترانه‌ای استودیویی اثر آکوا که در سال ۲۰۰۰ خوانده شده است.